# Eugen Systems
Eugen Systems è un'azienda sviluppatrice di videogiochi, fondata nel 2000 con sede a Parigi, in Francia. Ha prodotto maggiormente videogiochi di strategia in tempo reale.

## Prodotti sviluppati
- Times of Conflict (Windows)
- The Gladiators: Galactic Circus Games (Windows)
- Act of War: Direct Action (Windows)
- Act of War: High Treason (Windows)
- R.U.S.E. (Windows, macOS, PlayStation 3, Xbox 360)
- Wargame: European Escalation (Windows, Linux, macOS)
- Wargame: Airland Battle (Windows, Linux, macOS)
- Wargame: Red Dragon (Windows, Linux, macOS)
- Steel Division: Normandy 44 (Windows)
- Steel Division 2 (Windows)
- WARNO (Windows)